# Nando Bonini
Nando Bonini (Milano, dicembre 1958) è un chitarrista e compositore italiano.

## Carriera
Dal 1993 collabora con Vasco Rossi.
Ha collaborato - tra gli altri - anche con i Righeira ed Edoardo Bennato, Alberto Fortis, Skiantos, Sabrina Salerno, Le Cacao Meravigliao, Marco Conidi, Paul Diamond, Ronnie Jones.
Inizia a suonare all'età di 6 anni, a 10 anni forma il suo primo trio rock, i "Boa", poi da qui una lunga lista di formazioni: da ricordare il ruolo fondamentale nella Bryan Kazzaniga Rockabilly Rebels. Dopo il servizio militare, fa della sua passione per la chitarra e la musica un mestiere, e grazie al suo talento si fa ben presto notare da numerosi musicisti, prima solo italiani poi anche stranieri. Agli inizi degli anni 90 inizia una intensa collaborazione con Vasco Rossi, fatta di registrazioni degli album dal 1993 al 2005 e delle tournée del rocker emiliano, nel 1993-1994-1995-1996.
È entrato a far parte dell'Ordine Francescano Secolare.
Le collaborazioni artistiche continuano ancora oggi, in particolare con Vasco Rossi ma solo per la produzione degli album e non più per le tournée.
Attualmente è impegnato nel portare nei teatri una serie di recital e musical religiosi, collaborando con la compagnia teatrale In Cammino per Betlemme. Le produzioni discografiche sono edite da Marna, una piccola casa discografica indipendente che ha sede in provincia di Lecco.

### I musical
Nel 2006 viene prodotto Maddalena, spettacolo che racconta la storia di conversione di Maria di Magdala, la donna che nei Vangeli viene dapprima descritta come la donna posseduta dai sette demoni, ma che in seguito si trova ai piedi della croce ed che ha avuto da Gesù l'incarico di annunciarne la Sua Risurrezione.
Nel 2007 viene realizzato Medjugorje. Batte un cuore speciale, un musical che vuole far riflettere in modo semplice sulla fede cristiana, un invito alla conversione ed alla preghiera. Lo spettacolo non è la storia in ordine cronologico degli eventi di Medjugorje, non è la storia di eventi soprannaturali, ma è la storia ancora in atto di tanta preghiera e tante conversioni che ormai hanno coinvolto milioni di persone da quel lontano 1981. Medjugorje come luogo fisico e spirituale di preghiera e di conversione.
Nel 2008 propone un altro musical: Pane & Paradiso ispirato a vita e opere di Beato Luigi Guanella (ottobre 2008).

### La dance
Fin dai primi anni novanta è stato vocalist, corista, autore, arrangiatore e produttore in diversi progetti musicali di genere Italo disco e Eurobeat.
In particolare quest'ultimo genere viene prodotto in Italia per essere esportato in Giappone, dove è molto popolare grazie ai ritmi veloci e alle sonorità sintetiche che lo contraddistinguono. Grazie all'Eurobeat i nomi di Nando Bonini e di molti altri cantanti italiani sono ora noti anche al pubblico giapponese.
Tra i progetti dance di successo si ricordano: Tension, Stop Limit Line, Maio & Co., Mike Hammer e Big Band (per Time Records) e Mako, Man Power e Nando (per Delta).

### La chitarra
Nel 2012 esce on line la speciale edizione di TATANAAKOO, il progetto cd che Nando Bonini fece nel 1996 durante le pause del tour Nessun Pericolo per te di Vasco Rossi. La formazione in trio power rock, oltre a Nando alle chitarre, vede alla batteria Deen Castronovo, musicista americano che ha collaborato con diversi artisti tra i quali Steve Vai, Bad English, Ozzy Osbourne, Joey Tafolla, e attualmente con i Journey. Al basso Lorenzo Poli, che si avvale di diverse collaborazioni in produzioni italiane (Renato Zero, Enrico Ruggeri, Vasco Rossi, Biagio Antonacci) e che da qualche anno suona nell'orchestra di Sanremo. L'idea di mettere on line TATANAAKOO nasce dalle numerose richieste degli appassionati di rock strumentale.
Continua l'attività di chitarrista tenendo concerti, MasterClass, insegnando e collaborando a produzioni discografiche e live.

## Produzioni
- 1995 - Francesco il musical
- 2002 - Una Donna vestita di Sole
- 2004 - Marietta
- 2006 - Maddalena
- 2007 - Medjugorje. Batte un cuore speciale
- 2008 - Pane & Paradiso... come don Guanella
- 2010 - Lux Mundi - Recital
- 2011 - Cerchi Dio? - Brano contenuto nel cd Tu es Christus uscito in tutto il mondo per la Sony Music
- 2011 - Innamorato di Dio - Recital su Giovanni Paolo II
- 2012 - Difenderò i colori - Cd con musiche di Nando Bonini e poesie di Sergio Pazzini
- 2012 - Tatanaakoo Special edition 1996 (Nando Bonini-Deen Castronovo-Lorenzo Poli) genere instrumental rock
- 2013 - Concerto per l'Emilia 4 tracks vari artisti
- 2014 - Chi sei tu cd di canti rielaborati su preghiere di san Francesco in collaborazione con sr.Floriana Saltarelli - Giovanna Grandi
- 2014 - Lux Mundi 2 (Viator) recital + cd
- 2014 - Nando Bonini Live raccolta di brani registrati live in Italia durante i concerti testimonianza
- 2015 - Lux Mundi 1 (Introspexi) live cd